# Faworki

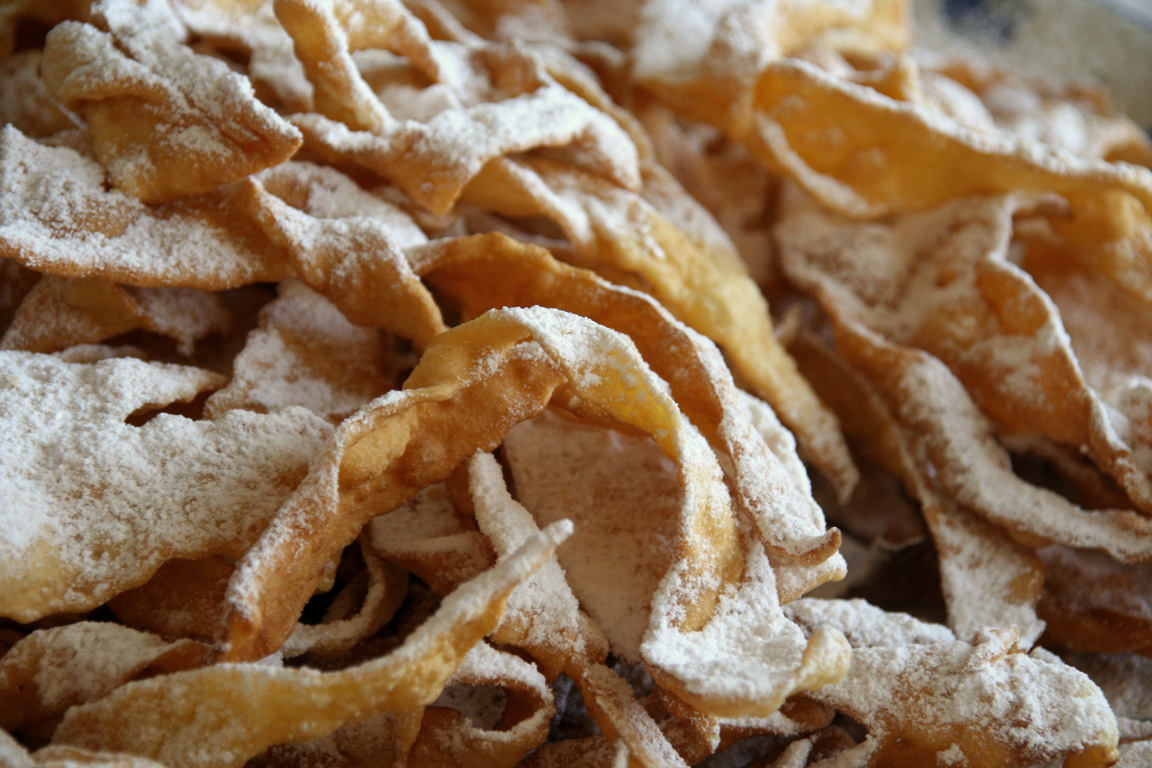
Faworki.

Els faworki (pronunciat favòrqui) o chrust (en singular faworek) són unes postres cruixents típiques de la gastronomia de Polònia i de Lituània. Tenen forma de cintes primes i tortes, refregides i amb sucre fina. Generalment es mengen durant el carnaval i el dijous gras (últim dijous abans de la quaresma), el dia d'abans de dimecres de cendra.